# Inulobiose

L'inulobiose est un diholoside naturellement présent dans la nature.
L'inulobiose est composé de deux unités de fructose liées par une liaison osidique O de type  β(2→1).
L'inulobiose a été trouvé dans le miel (de 0,93  à   6,14 mg·g-1) et dans diverses plantes où l'inuline est présente, telles que les fleurs de la Campanule, les feuilles d'Artemisia absinthium, (absinthe) et les racines d'Artemisia dracunculus (estragon). Dans les plantes l'inulobiose est produit à partir de fructane (inuline) par hydrolyse.
L'inulobiose, avec l'inulotriose, est produit industriellement à partir de l'inuline via l'utilisation d'enzyme endoinulinase.
L'inulobiose a une saveur sucrée plus intense que le saccharose.